# Гленвуд (Ньюфаундленд і Лабрадор)
Гленвуд (англ. Glenwood) — містечко в Канаді, у провінції Ньюфаундленд і Лабрадор.

## Населення
За даними перепису 2016 року, містечко нараховувало 778 осіб, показавши скорочення на 1,6%, порівняно з 2011-м роком. Середня густина населення становила 112,5 осіб/км².
З офіційних мов обидвома одночасно володіли 15 жителів, тільки англійською — 765.
Працездатне населення становило 53,8% усього населення, рівень безробіття — 22,5% (31,7% серед чоловіків та 10% серед жінок). 94,4% осіб були найманими працівниками, а 4,2% — самозайнятими.
Середній дохід на особу становив $36 890 (медіана $28 576), при цьому для чоловіків — $49 884, а для жінок $24 355 (медіани — $35 883 та $22 144 відповідно).
26,7% мешканців мали закінчену шкільну освіту, не мали закінченої шкільної освіти — 25,2%, 48,9% мали післяшкільну освіту, з яких 12,5% мали диплом бакалавра, або вищий.
| Статево-вікова структура населення | Статево-вікова структура населення | Статево-вікова структура населення | Статево-вікова структура населення | Статево-вікова структура населення |
| ---------------------------------- | ---------------------------------- | ---------------------------------- | ---------------------------------- | ---------------------------------- |
|                                    |                                    |                                    |                                    |                                    |
| Всього                             | Всього                             | 48,7%51,3%                         |                                    |                                    |
| 0 — 14 років                       | 0 — 14 років                       |                                    | 16,7%                              | 16,7%                              |
| 15 — 64 років                      | 15 — 64 років                      |                                    | 62,2%                              | 62,2%                              |
| 65 і більше                        | 65 і більше                        |                                    | 21,2%                              | 21,2%                              |
| 85 і більше                        | 85 і більше                        |                                    | 1,3%                               | 1,3%                               |
| Середній вік (років)               | Середній вік (років)               | 44,343,8                           | 44,1                               | 44,1                               |
| Медіана (років)                    | Медіана (років)                    | 49,647,3                           | 48,2                               | 48,2                               |
| — чоловіки — жінки                 |                                    |                                    |                                    |                                    |

| Походження мешканців:     | Походження мешканців:     | Походження мешканців: | Походження мешканців: | Походження мешканців: |
| ------------------------- | ------------------------- | --------------------- | --------------------- | --------------------- |
| Походження                |                           |                       | осіб                  | %                     |
| Корінні американці        | Корінні американці        |                       | 220                   | 27.85%                |
| Інше північноамериканське | Інше північноамериканське |                       | 495                   | 62.66%                |
| Європейське               | Європейське               |                       | 315                   | 39.87%                |
| британське                | британське                |                       | 305                   | 38.61%                |
| французьке                | французьке                |                       | 10                    | 1.27%                 |

| Зайнятість населення за галузями (за класифікацією NOC): | Зайнятість населення за галузями (за класифікацією NOC): | Зайнятість населення за галузями (за класифікацією NOC): | Зайнятість населення за галузями (за класифікацією NOC): | Зайнятість населення за галузями (за класифікацією NOC): |
| -------------------------------------------------------- | -------------------------------------------------------- | -------------------------------------------------------- | -------------------------------------------------------- | -------------------------------------------------------- |
|                                                          |                                                          |                                                          |                                                          |                                                          |
| Управління                                               | Управління                                               |                                                          | 10%                                                      | 10%                                                      |
| Бізнес, фінанси та адміністрування                       | Бізнес, фінанси та адміністрування                       |                                                          | 8,6%                                                     | 8,6%                                                     |
| Охорона здоров'я                                         | Охорона здоров'я                                         |                                                          | 7,1%                                                     | 7,1%                                                     |
| Освіта, правозахист, муніципальні та урядові служби      | Освіта, правозахист, муніципальні та урядові служби      |                                                          | 7,1%                                                     | 7,1%                                                     |
| Роздрібна торгівля та послуги                            | Роздрібна торгівля та послуги                            |                                                          | 24,3%                                                    | 24,3%                                                    |
| Гуртова торгівля, транспорт та обладнання                | Гуртова торгівля, транспорт та обладнання                |                                                          | 35,7%                                                    | 35,7%                                                    |
| Природні ресурси, сільське господарство                  | Природні ресурси, сільське господарство                  |                                                          | 2,9%                                                     | 2,9%                                                     |
| Виробництво                                              | Виробництво                                              |                                                          | 4,3%                                                     | 4,3%                                                     |

## Клімат
Середня річна температура становить 4,2°C, середня максимальна – 20,2°C, а середня мінімальна – -13,2°C. Середня річна кількість опадів – 1 177 мм.
| Клімат поселення                              | Клімат поселення | Клімат поселення | Клімат поселення | Клімат поселення | Клімат поселення | Клімат поселення | Клімат поселення | Клімат поселення | Клімат поселення | Клімат поселення | Клімат поселення | Клімат поселення | Клімат поселення |
| Показник                                      | Січ.             | Лют.             | Бер.             | Квіт.            | Трав.            | Черв.            | Лип.             | Серп.            | Вер.             | Жовт.            | Лист.            | Груд.            |                  |
| Середній максимум, °C                         | −1,74            | −1,93            | 1,98             | 7,41             | 12,61            | 17,38            | 20,21            | 19,73            | 15,17            | 9,87             | 5,14             | −0,47            |                  |
| Середня температура, °C                       | −7,38            | −7,56            | −3,65            | 1,77             | 6,96             | 11,74            | 16,75            | 16,26            | 11,70            | 6,41             | 1,66             | −3,94            |                  |
| Середній мінімум, °C                          | −13,02           | −13,21           | −9,3             | −3,87            | 1,32             | 6,10             | 13,27            | 12,80            | 8,24             | 2,94             | −1,8             | −7,42            |                  |
| Норма опадів, мм                              | 103              | 95               | 100              | 90               | 87               | 88               | 88               | 102              | 105              | 111              | 103              | 105              |                  |
| Середньомісячна швидкість вітру, м/с          | 5.74             | 5.43             | 5.34             | 4.91             | 4.46             | 4.11             | 3.90             | 3.90             | 4.28             | 4.74             | 5.26             | 5.66             |                  |
| Середньомісячна сонячна радіація, кДж/м²·день | 3759             | 6735             | 10694            | 14241            | 17169            | 18906            | 18709            | 15704            | 11588            | 6850             | 3936             | 2873             |                  |
| --------------------------------------------- | ---------------- | ---------------- | ---------------- | ---------------- | ---------------- | ---------------- | ---------------- | ---------------- | ---------------- | ---------------- | ---------------- | ---------------- | ---------------- |
| Джерело:                                      |                  |                  |                  |                  |                  |                  |                  |                  |                  |                  |                  |                  |                  |